# Otto von Manteuffel
Otto Karl Gottlob baron von Manteuffel (né le 29 novembre 1844 à Berlin et mort le 4 mars 1913 dans la même ville) est le propriétaire d'un manoir en Basse-Lusace et un éminent homme politique conservateur prussien.

## Biographie

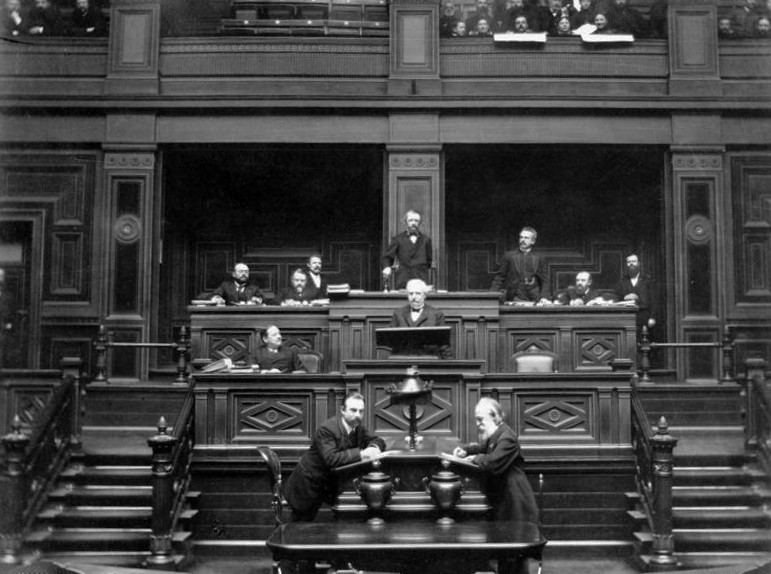
Otto von Manteuffel au Reichstag sur la Leipziger Strasse

Manteuffel est le fils du ministre-président prussien Otto Theodor von Manteuffel et de son épouse Berta née von Stammer. Il étudie le droit à l'Université de Göttingen et à l'Université Martin-Luther de Halle-Wittemberg. Il est membre du Corps Saxonia Göttingen (1862) et du Corps Marchia Halle (de) (1864).
Il prend part à la guerre austro-prussienne en tant que lieutenant dans le 12e régiment de hussards. De 1872 à 1889, Manteuffel est administrateur de l'arrondissement de Luckau (de). Il est également député du parlement provincial de Brandebourg et du parlement communal de Basse-Lusace (de). De plus, Manteuffel est membre du Synode général et du Synode provincial pour le Brandebourg. Il est président de l'Association d'aide évangélique et directeur général de la Land-Feuersocietät pour la Marche-Électorale et Basse-Lusace.
De 1877 à 1898, Manteuffel est député du Reichstag pour le Parti conservateur allemand. Entre 1892 et 1897, il est chef de groupe parlementaire. Depuis 1883, il est député de la Chambre des seigneurs de Prusse ; En 1891, il en est le premier vice-président. De 1882 à 1908, il préside l'ancien groupe parlementaire. Avec la décision du Conseil fédéral du 4 décembre 1890 Manteuffel devient membre de la 2e commission pour la préparation du 2e projet de Code civil.
Dans le Parti conservateur allemand, Manteuffel joue un rôle central, surtout depuis le Congrès du Parti de Tivoli en 1892, au cours duquel, entre autres, des points de programme antisémites sont résolus. Jusqu'en 1911, il est président du Parti conservateur allemand. En outre, Manteuffel est président du Parlement provincial de Brandebourg et du Parlement municipal de Basse-Lusace en 1894. En 1896, sa propriété autour de Krossen, Drahnsdorf, Falkenhayn et Schäcksdorf près de Luckau s'étend sur 2 000 ha.
Entre 1896 et 1912, il est directeur d'État de la province de Brandebourg. En 1904, il devient un conseiller secret. De 1908 à 1911, Manteuffel est président du manoir. Il est également président de l'association conservatrice des réformateurs fiscaux et économiques.

## Famille
Otto von Manteuffel épouse à Mersebourg en 1872 Helene Johanne Luise Isidore von Brandenstein (1847-1934). Le couple est resté sans enfant.

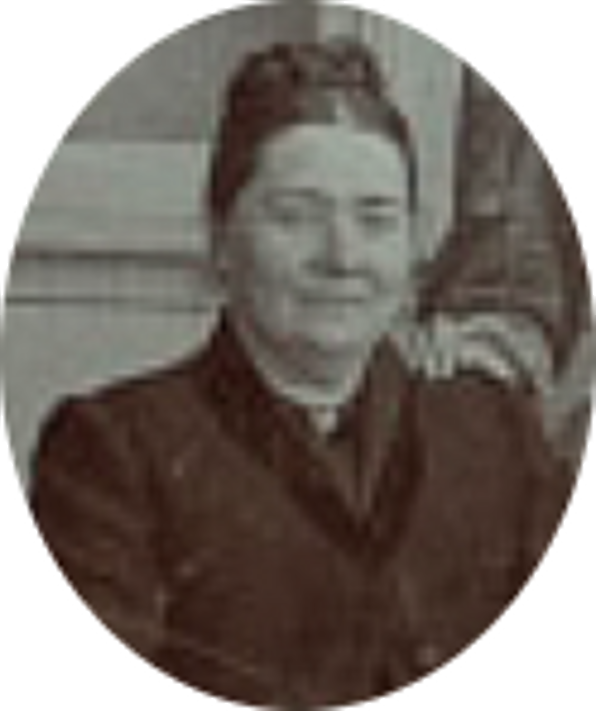
Hélène von Manteuffel, née von Brandenstein, présidente de longue date de lAide aux femmes de Brandebourg

Hélène adopte son neveu Hans von Brandenstein (1870-1950) vers 1927 et règle ainsi la question de la succession.